# چرتزتو
چرتزتو (به ایتالیایی: Cerzeto) یک کومونه در ایتالیا است که در استان کزنتزا واقع شده‌است.

## خصوصیات
چرتزتو ۲۱ کیلومترمربع مساحت و ۱٬۳۷۷ نفر جمعیت دارد و ۴۷۰ متر بالاتر از سطح دریا واقع شده‌است.